# 北非综合香料

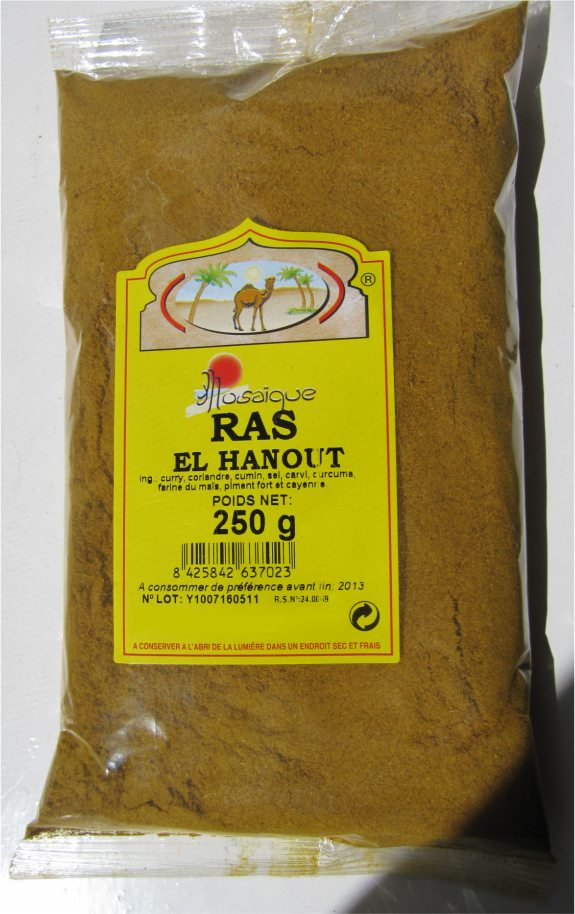
摩洛哥产的袋装北非综合香料

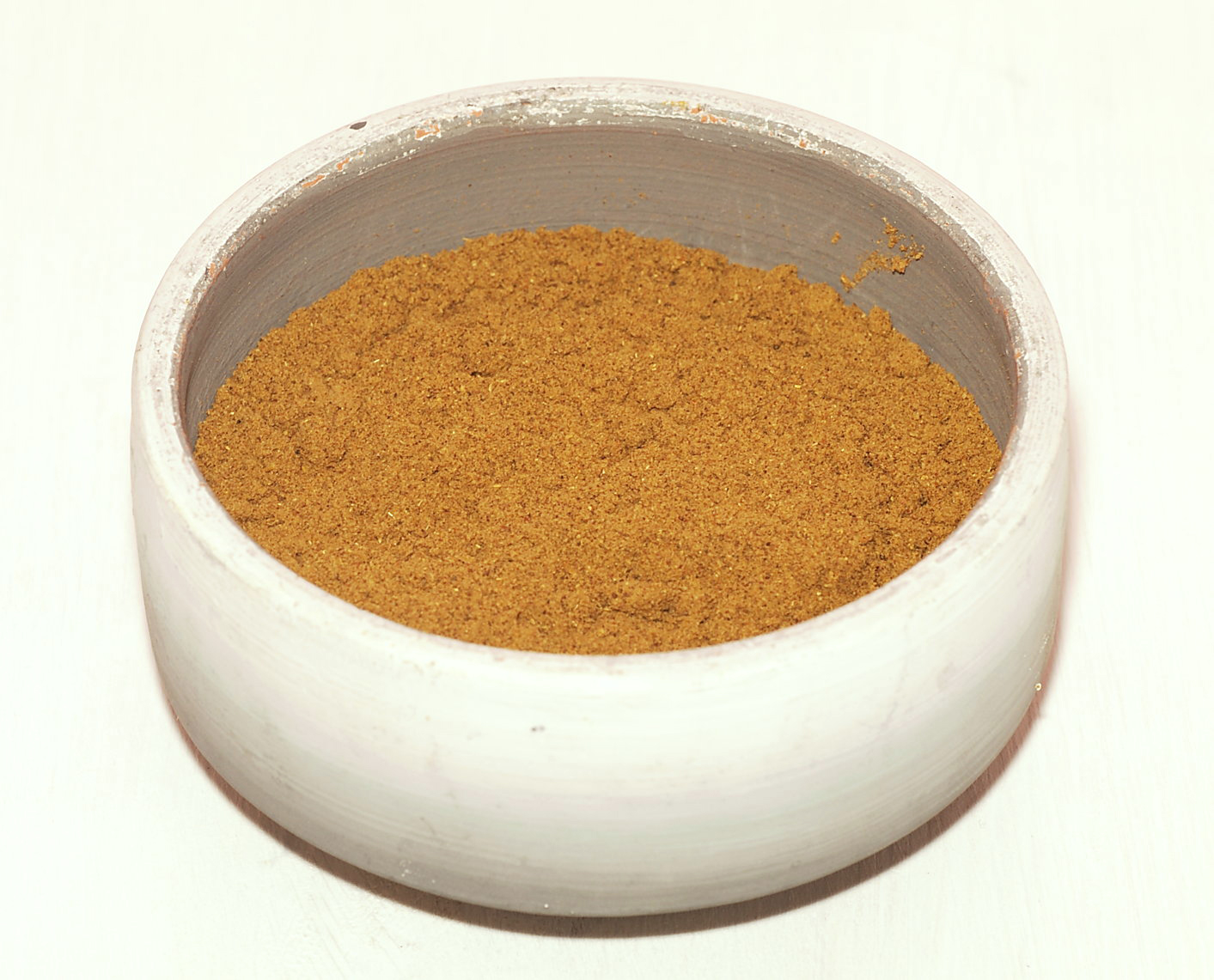
碗中的北非综合香料

北非综合香料（阿拉伯语： raʾs al-ḥānūt, 發音：[rɑʔs ælħɑːnuːt] ⓘ）是源于北非的一种综合香料，其在北非料理中的地位类似于印度料理中的葛拉姆马萨拉。其名称在阿拉伯语中为“镇店之宝”之意，意指其中混合了店家所能提供的招牌香料。在许多北非开胃菜肴中都能见到这一综合香料的踪迹，常用於乾腌肉类及鱼类，或拌入古斯米及米饭中食用。人们通常将北非综合香料与摩洛哥联系在一起，不过其他北非国家亦使用此种香料。
北非综合香料并没有固定配方，每家店、每间公司、每个家庭都会有其独特的做法。一般而言，会以不同比例混合十多种香料，但有些纯粹主义者坚特必须由正好12种香料混合而成。常用的香料包括小豆蔻、孜然、丁香、肉桂、肉荳蔻、肉荳蔻皮、多香果、干姜、辣椒、香菜籽、黑胡椒、红甜椒粉、胡芦巴与干姜黄。其他有地区特色的香料还包括花楸浆果、油莎草、天堂椒、鸢尾根、穗花牡荆、荜澄茄、乾玫瑰花蕾、茴香或茴芹、高良薑以及荜拔等。配料可能先经烘烤后再在臽中舂碎混合。有些人可能还会加入盐或糖，但这并非通行的做法。另外，一般也不会加入蒜、番红花、坚果或者干香草，因为这些配料通常会在烹饪时直接放入菜肴中。不过部分欧洲或北美厂家生产的北非综合香料中或许会包含这些配料。
北非综合香料与中东的巴哈拉特综合香料（Baharat）的配方有些相似但亦有不同。不过，它们之间最主要的区别在于产地以及所搭配菜肴的不同。此外，虽然柏柏尔人也使用北非综合香料，但不应与埃塞俄比亚料理中的柏柏尔综合香料（Berbere）混淆。
过去北非综合香料的配方中还曾使用斑蝥用作春药。但自1990年代起摩洛哥已禁止销售斑蝥。